# Tears for Fears
A Tears for Fears egy angol együttes. Két barát alapította: Roland Orzabal és Curt Smith. Ők korábban a Graduate nevű együttesben játszottak. Az angol Bath városában nőttek fel. Több próbálkozás után találták a Tears for Fears nevet, melyet Arthur Janov könyvéből kölcsönözték, melynek címe: Primal Scream.
Első albumuk 1983-ban jelent meg "The Hurting" címmel. A következő album a zenekar számára már nagyobb sikert hozó, 1985-ben megjelent "Songs From The Big Chair" volt. Közös vállalkozásuk 1992-ben ért véget egy válogatáslemezzel: Greatest Hits. Ezután mindketten önálló útra tértek. Orzabal sikeresebb volt, egymásután jelentette meg lemezeit, többnyire Alan Griffith közreműködésével: Elemental, Raoul and the Kings of Spain, Saturnine, Martial and Lunatic, majd Tomcats Screaming Outside. Smith egy új együttest hozott létre Mayfield néven, kevesebb sikerrel. 2005-ben újra összeálltak és kiadtak egy új közös albumot, Everybody Loves a Happy Ending címen. Azóta is alkalmanként  összeállnak a rajongók igényeihez alkalmazkodva.

## Slágerek
- 1983 – Mad World (The Hurting)
- 1984 – Shout (Songs From The Big Chair)
- 1985 – Everybody Wants To Rule The World (Songs From The Big Chair)
- 1985 – I Believe (Songs From The Big Chair)
- 1985 – Head over Heels (Songs From The Big Chair)
- 1989 – Sowing the Seeds of Love (The Seeds of Love)
- 1989 – Woman in Chains (The Seeds of Love)

## Albumok
- 1983 – The Hurting
- 1985 – Songs from the Big Chair
- 1989 – The Seeds of Love
- 1992 – Tears Roll Down (Greatest Hits 82-92)
- 1993 – Elemental
- 1995 – Raoul and the Kings of Spain
- 1996 – Saturnine Martial & Lunatic
- 2004 – Everybody Loves a Happy Ending
- 2022 – The Tipping Point
- 2024 – Songs for a Nervous Planet